# Falkenwalde
Falkenwalde ist ein Ortsteil der Gemeinde Uckerfelde des Amtes Gramzow im Landkreis Uckermark in Brandenburg.

## Geographie
Er liegt 14 Kilometer von Prenzlau entfernt an der Bundesstraße 198.
Zum Ort Falkenwalde gehören die Wohnplätze Kleinow, Neu-Kleinow und Weselitz.

## Geschichte
Im Gebiet des Ortes gibt es Fundplätze aus der Jungsteinzeit, vor allem westlich im Bereich des Bollenberges, wo eine mittelneolithische Kultanlage ausgegraben wurde. Im frühen Mittelalter gab es eine slawische Besiedelung. 1375 wurde Valkenworde erstmals im Landbuch der Mark Brandenburg erwähnt.
Seit 1817 gehörte es zum Kreis Prenzlau in der Provinz Brandenburg, seit 1952 zum Kreis Prenzlau im Bezirk Neubrandenburg.
Seit 1993 war Falkenwalde eine selbstständige Gemeinde im Landkreis Uckermark, seit 31. Dezember 2001 gehört es zur Gemeinde Uckerfelde.

## Sehenswürdigkeiten und Kultur
- Dorfkirche Falkenwalde, Feldsteinbau 13. Jahrhundert, mit mittelalterlichen Wandmalereien und barocker Kanzel und Orgel[4]
- Bollenberg, 102,6 Meter
- Kleinowsee